# アンドレ・マルティネ
アンドレ・マルティネ（André Martinet 、1908年4月12日 - 1999年7月16日）はフランスの言語学者。

## 経歴
1908年、サヴォワ県サン＝タルバン＝デ＝ヴィヤールで生まれた。 アグレガシオン（教員の資格）を取得。
1937年、論文「La Gémination consonantique d'origine expressive dans les langues germaniques」「La Phonologie du mot en danois.」を発表し博士号を取得。翌年の1938年～1946年、パリ大学の高等研究実習院の院長を務めた。
しかし、第二次世界大戦を機にアメリカのニューヨークに移住。在米期間中は、インターリングアで知られる国際補助語協会の会長、コロンビア大学の言語学の教授（1947年～1955年）をつとめた。また、言語学の雑誌「Word」の編集長を務める
1955年にフランスに帰国し、パリ大学に着任した。1999年、シャトネ＝マラブリーで没した。

## 研究内容・業績
- 機能言語学の創立者である。プラハ学派など、構造主義言語学に大きな影響を及ぼした。

## 論文
- Langue et Fonction,（1962）
- Économie des changements phonétiques, （1955）
- Elements of General Linguistics (1960)
- General Syntax (1953),
- The Function and Dynamics of Language (1989)
- Memories of a Linguist and the Life of Language.(※自伝)

## 出版書
- La description phonologique avec application au parler francoprovençal d'Hauteville (Savoie), coll. « Publication romanes et françaises », Genève, Librairie Droz, 1956.
- Éléments de linguistique générale, Paris, Armand Colin, 1960.
  - 三宅徳嘉 訳『一般言語学要理』岩波書店、1972年。
- A functional view of language, Oxford: Clarendon Press, 1962.
  - フランス語訳: Langue et fonction, 1962.
  - 田中春美、倉又浩一 共 訳『言語機能論』みすず書房、1975年。
- La linguistique synchronique, Paris, Presses universitaires de France, 1965.
  - 渡瀬嘉朗 訳『共時言語学』白水社、1977年。
- 『la Linguistique : Guide alphabétique』Denoël、1969年。
  - 伊東英、三宅徳嘉 共 訳『言語学事典 : 現代言語学-基本概念51章』大修館書店、1972年。
- Le français sans fard, coll. « Sup », Paris, PUF, 1969.
- Évolution des langues et reconstruction, Paris, PUF, 1975.
- Syntaxe générale, 1985.
- Des steppes aux océans, Paris, Payot, 1986.
  - 神山孝夫 訳『「印欧人」のことば誌 : 比較言語学概説』ひつじ書房〈言語学翻訳叢書 第9巻〉、2003年。
- Fonction et dynamique des langues, Paris, Armand Colin, 1989.
- Mémoires d'un linguiste, vivre les langues, 1993.